# Hirtomurex
Hirtomurex is een geslacht van weekdieren uit de klasse van de Gastropoda (slakken).

## Soorten
- Hirtomurex filiaregis (Kurohara, 1959)
- Hirtomurex isshikiensis (Shikama, 1971)
- Hirtomurex kawamurai (Shikama, 1978)
- Hirtomurex marshalli Oliverio, 2008
- Hirtomurex nakamurai Kosuge, 1985
- Hirtomurex oyamai Kosuge, 1985
- Hirtomurex scobina (Kilburn, 1973)
- Hirtomurex senticosus (H. Adams & A. Adams, 1863)
- Hirtomurex squamosus (Bivona Ant. in Bivona And., 1838)
- Hirtomurex tangaroa B. A. Marshall & Oliverio, 2009
- Hirtomurex taranui B. A. Marshall & Oliverio, 2009
- Hirtomurex teramachii (Kuroda, 1959)
- Hirtomurex winckworthi (Fulton, 1930)